# 网眼火红杜鹃
网眼火红杜鹃（学名：Rhododendron neriiflorum var. agetum）为杜鹃花科杜鵑花屬下的一个变种。